# グネフヌイ級駆逐艦
グネフヌイ級駆逐艦（グネフヌイきゅうくちくかん Gnevny class destroyer）は、ソヴィエト/ロシア海軍の駆逐艦である。グネーヴヌイ級とも。
ソ連海軍の計画名は7型駆逐艦（Эскадренные миноносцы проекта 7）である。
36隻の建造が計画され、30隻が竣工した。一部は中国海軍に譲渡され、鞍山級駆逐艦に改名されて1990年代まで運用された。

## 解説
五カ年計画による工業力・軍事力拡大を目指したソ連は、1930年代初頭に大規模な海軍増強計画を検討し、48隻の駆逐艦の整備を計画し、その一環として本型の開発が1933年より開始された。開発に当たってはイタリアからの技術導入を行ったため、イタリア製艦艇の特徴である高速性・低凌波性などの形質を継承している。1935年より建造が開始されたが、就役後に各種の設計上の欠陥が発覚したため、これを改善したストロジェヴォイ級駆逐艦が開発された。
1950年代にはレコールドヌイ・レースキイ・レシーテリヌイ・レチーヴイは中国に引き渡され、それぞれ鞍山・撫順・長春・太原と改称、鞍山級駆逐艦となった。

## 外観
本級の船体形状は強く傾斜したクリッパー型艦首から艦首甲板の乾舷部のみ高い短船首楼型船体を採用している。全く反り返り（シア）のない艦首甲板上に「13cm（50口径）速射砲」を防盾の付いた単装砲架で、1・2番主砲を背負い式で2基を配置。測距儀を載せた露天式の艦橋の後方に簡素な単脚式の前部マストが立つ。3基のボイラーを直列に3基を配置したために集合式の1本煙突が立ち、その周囲は艦載艇置き場となっており、2本1組のボート･ダビッドを片舷2組の計2組により運用された。後部マストを挟むように中心線上に53.3cm三連装魚雷発射管を前後に1基ずつ計2基を配置していた。後部魚雷発射管の後方に後向きに3・4番主砲が後向きに背負い式配置で2基の順である。

## 主砲、その他備砲
本級の主砲には「Pattern 1936  13cm（50口径）速射砲」を採用した。その性能は重量33.4kgの砲弾を仰角45度で22,314mまで届かせることができた。 砲身の俯仰能力は仰角45度・俯角5度で、旋回角度は左右150度の旋回角度を持っていた。装填形式は自由角度装填で、発射速度は人力装填のため毎分6～10発であった。これを防楯の付いた単装砲架で4基が搭載された。
対空兵装として「Pattern 1935 7.62cm（55口径）高角砲」が採用された。その性能は重量11.5kgの砲弾を仰角45度で8,970mまで、最大仰角85度で高度6,500mまで届かせることができた。 砲身の俯仰能力は仰角85度・俯角5度で、旋回角度は360度の旋回角度を持っていたが実際は遮蔽物に制限された。装填形式は自由角度装填で、発射速度は人力装填のため毎分15～18発であった。これを単装砲架で2基を装備した。
さらに近接防空火器として「1934年型 21-K 45mm（46口径）高角砲」が採用された。その性能は重量1.41kgの砲弾を仰角45度で9,200mまで、最大仰角85度で高度6,000mまで届かせることができた。 砲身の俯仰能力は仰角85度・俯角10度で、旋回角度は360度の旋回角度を持っていたが実際は遮蔽物に制限された。装填形式は自由角度装填で、発射速度は人力装填のため毎分15発であった。これを単装砲架で2基を装備した。さらに近接防空火器として「DShK 12.7 mm（50口径）機銃」を単装砲架で4基装備した。他に対艦攻撃用に53.3cm三連装魚雷発射管を計2基と対潜用に爆雷25発、航路封鎖用に機雷95発を搭載可能であった。

## 同型艦
- 北方艦隊
  - グローズヌイ
  - グロームキイ
  - グレミャーシチイ
  - ストレミーテリヌイ
  - ソクルシーテリヌイ
- 赤旗勲章受章 バルト艦隊
  - グネフヌイ
  - グロジャーシチイ
  - ゴールドィイ
  - ステレグーシチイ
  - スメトリーヴイ
- 黒海艦隊
  - ボードルイ
  - ブィーストルイ
  - ボーイキイ
  - ベスポシチャードヌイ
  - ベズプレーチュヌイ
  - ブジーテリヌイ
  - ブールヌイ+
  - ボエヴォーイ+
- 太平洋艦隊
  - ローフキイ+
  - リョーフキイ+
  - レーズヴイ
  - レシーテリヌイ
  - ラストロープヌイ
  - ラズャーシチイ
  - リヤーヌイ
  - レースキイ
  - レチーヴイ
  - レシーテリヌイ（ポスペーシュヌイ）
  - レーヴノスヌイ（プロヴォールヌイ）
  - ラズヤリョーンヌイ（ペレドヴォーイ）*
  - レコールドヌイ（プルィートキイ）
  - レートキイ（プィールキイ）
  - ラズームヌイ（プローチュヌイ）*
  - プロンジーテリヌイ+
  - ポラジャーユシチイ+
    - *は1942年に北極海航路経由で北方艦隊へ回航。+は未成艦。